# 陆兵 (1944年)
陸兵（1944年10月—），男，壯族，廣西武鳴人，中国共产党、中华人民共和国政治人物，毕业于广西师范学院，大學學歷，高級經濟師。曾任廣西壯族自治區人民政府主席。是中共第十七屆中央委員，第十一屆全國人大常委會委員。

## 生平
1968年9月廣西師範學院（今广西师范大学）歷史系歷史專業畢業，后參加工作。
1968年在湖南省江永縣0547部隊農場勞動鍛煉。1976年10月加入中國共產黨。1970年3月起任廣西隆安縣辦公室、縣革命委員會辦公室秘書，廣西隆安縣都結公社革委會主任、黨委書記，隆安縣委副書記、書記，南寧地委書記，廣西壯族自治區農委主任、黨組書記，自治區黨委農研室、自治區政府農研中心主任。1993年1月至1997年12月任廣西壯族自治區副主席（其間：1995年3月—7月在中央黨校進修一班學習）。1997年12月至1998年5月任廣西壯族自治區黨委副書記。1998年5月至2001年12月任廣西壯族自治區黨委副書記兼政法委書記（其間：2000年9月-12月在中央黨校省部級幹部進修班學習）。2001年12月任廣西壯族自治區黨委副書記。2003年4月任廣西壯族自治區副主席、代主席。2004年1月至2007年12月任廣西壯族自治區主席。2008年3月任十一屆全國人大民族委員會副主任委員。